# Lissonota leucogenys
Lissonota leucogenys là một loài tò vò trong họ Ichneumonidae.